# Cap Corse
Cap Corse (Corsicaans: Capicorsu) is het noordelijke deel van het Franse eiland Corsica, dit schiereiland begint in de stad Bastia en loopt 40 kilometer door naar het noorden. Het schiereiland is ongeveer 40 kilometer lang en 10 kilometer breed.
Op Cap Corse en op de oostelijke vlakte van Corsica werden vanaf het begin van de 19e eeuw citrusvruchten geteeld, en met name de sukadeboom. Deze teelt kende een hoogtepunt rond 1880, toen er jaarlijks 6.500 ton werd geplukt en Corsica daarmee een van de voornaamste producenten van deze citrusvrucht werd. Sindsdien is de productie gestadig gedaald.

## Gemeenten
- Olmeta-di-Capocorso
- Nonza
- Olcani
- Ogliastro
- Canari
- Barrettali
- Pino
- Morsiglia
- Centuri
- Ersa
- Rogliano
- Tomino
- Meria
- Luri
- Cagnano
- Pietracorbara
- Sisco
- Brando